# 야규 무네요시
야규 무네요시 혹은 야규 무네토시(일본어: 柳生宗厳, 1527년 ~ 1606년 5월 25일)는 일본 검술 중 신음류의 계승자이다. 성명은 柳生宗嚴라고도 표기한다. 자식은 무네아키, 무네노리 등이 있다.